# Synagoga Alszecha w Safedzie
Synagoga Alszecha w Safedzie – czynna synagoga w Safedzie, na północy Izraela. Znajduje się przy ulicy Alkabec na Starym Mieście. Synagoga jest poświęcona słynnemu rabinowi Mojżeszowi Alszech.

## Historia
Według tradycji synagoga została wybudowana w XVII wieku i została poświęcona słynnemu kabaliście i rabinowi Mojżeszowi Alszech. Otrzymał on akronim „Alszech ha-Kadosz” (pol. Święty Alszech lub Wielki Alszech). W całej żydowskiej historii tylko kilku rabinom przyznano przydomek „ha-Kadosz”. Obok Alszecha byli to: Jeszaja Horowic (Szela ha-Kadosz), Izaak Luria (Arizal ha-Kadosz) i Chaim ibn Attar (Or ha-Chajjim ha-Kadosz). Prawdopodobnie początkowo była zbudowana jako jesziwa, i to właśnie dlatego nie ma w niej odrębnego miejsca dla kobiet (nie mają one wstępu na modlitwy do synagogi). Synagoga, jako jedyna w mieście bez uszczerbku przetrwała trzęsienie ziemi na Bliskim Wschodzie (1759) i trzęsienie ziemi w Galilei (1837). Została ona sprofanowana i zniszczona podczas pogromu w Safedzie (1838). W 1840 roku odbudowano ją staraniem budowniczego Jakóba Flig'i, filantropa Menasze Rubena Ezechiela i rabina Jakuba.

## Architektura
Synagoga jest małym kamiennym budynkiem. Drzwi wejściowe od strony ulicy są pomalowane w kolorze niebieskim, który tradycyjnie symbolizuje władzę królewską i niebiosa. Nad wejściem umieszczono napis w języku hebrajskim: „Synagoga Rabina  Mojżesza Alszech. Prawo ochroni nas. Amen.”. Główna sala modlitewna jest zwieńczona kopułą.

## Nabożeństwa
Współcześnie synagoga służy jako miejsce modlitw dla chasydów i Żydów sefardyjskich. Odbywają się w niej regularne modlitwy, wykłady, ćwiczenia i różnorodne zajęcia edukacyjne. Jest ona zamknięta dla turystów w szabaty.